# Tadeusz Faliński
Tadeusz Faliński (zm. 19 września 2010 w Hanowerze) – polski gitarzysta basowy, członek między innymi zespołu Dżem.

## Życiorys
Pochodził z muzykalnej rodziny; muzykami byli także jego bracia Leszek i Mieczysław. W 1978 jako basista dołączył do zespołu Dżem, w którym perkusistą był również jego brat Leszek i w 1979 wziął udział wyjeździe do Wilkasów, gdzie przez miesiąc zespół grał dla uczestników obozów szkoleniowo-wypoczynkowych. W tym czasie powstały pierwsze autorskie utwory grupy, w tym „Jesiony”, „Paw” oraz „Słodka”. W 1980 wraz z Dżemem wystąpił na I Przeglądzi Muzyki Młodej Generacji w Jarocinie, odnosząc sukces. Mimo to niedługo później opuścił zespół i w roku 1982 wraz z braćmi założył zespół Daktyl. Następnie wyemigrował do Niemiec. Zmarł 19 września 2010 w Hanowerze.